# Erősen tóciens számok
A számelmélet területén egy erősen tóciens szám (highly totient number) olyan k egész szám, amire több megoldása van a φ(x) = k egyenletnek – φ az Euler-függvényt jelöli – mint bármely nála kisebb egésznek (nagyobb a valenciája vagy multiplicitása, mint a nála kisebb számoknak). Az első néhány erősen tóciens szám:
1, 2, 4, 8, 12, 24, 48, 72, 144, 240, 432, 480, 576, 720, 1152, 1440 (A097942 sorozat az OEIS-ben), a hozzájuk tartozó megoldások száma pedig 1, 3, 4, 5, 6, 10, 11, 17, 21, 31, 34, 37, 38, 49, 54, illetve 72. Az erősen tóciens számok sorozata részsorozatát képezi a legkisebb olyan k egész számok sorozatának, melyekre pontosan n megoldása van a φ(x) = k-nak.
Az x szám tóciensét, ha prímtényezős felbontása {\displaystyle x=\prod _{i}p_{i}^{e_{i}}}, a következő produktummal lehet felírni:
{\displaystyle \phi (x)=\prod _{i}(p_{i}-1)p_{i}^{e_{i}-1}.}
Egy erősen tóciens számot tehát többféleképpen lehet kifejezni ilyen alakú produktumként, mint bármely nála kisebb pozitív egész számot.
Az elgondolás hasonló, mint az erősen összetett számoké, még abban is, hogy 1 az egyetlen páratlan erősen összetett, egyben az egyetlen páratlan erősen tóciens szám (valójában az összes többi páratlan szám nontóciens). Ahogy végtelen sok erősen összetett szám, úgy végtelen sok erősen tóciens szám is létezik, bár megtalálni egyre nehezebb őket, hiszen az Euler-függvény értékének kiszámításához szükséges prímfelbontásokat kell végezni, ami a számok növekedésével nagyon nehézzé válik.